# Club Deportiu Tortosa
El Club Deportiu Tortosa es un club de fútbol de España de la ciudad de Tortosa en la provincia de Tarragona. Fue fundado en abril de 1909 y su primer equipo se desempeña en la Segunda Catalana. El club tiene más de 650 socios y cuenta con un presupuesto de 300.000 euros para la temporada 2010-2011, de los que 108.000 son para el primer equipo.

## Historia
Según el historiador deportivo Enrique Viñas, el club nace en 1909 cuando unos operarios ingleses que trabajaban en la fábrica de luz La Canadiense, encabezados por Mr. Salt, primer entrenador del equipo, empezaron a jugar a fútbol con balones que traían de Inglaterra. Los jugadores procedían de dos entidades: el Team Club, vinculado a la peña ciclista de la ciudad, y el Team Principal, del Teatro Principal. Los primeros partidos se jugaron en la plaza de toros, y el primer partido contra un equipo de entidad se jugó contra el Tarragona. Posteriormente, el CD Tortosa, que inicialmente se denominaba Fútbol Club Tortosa, adquirió unos terrenos en los accesos a la ciudad por la carretera de La Aldea para construir su campo. En 1914 pasa a denominarse Sport Club Tortosa, y su segundo campo se ubica en la Plaza del Carrilet, enfrente de donde se encuentra hoy el CAP del Temple. En 1921 se fusiona con otra entidad y nace un nuevo club, llamado Imperial Tortosa Esportiu. Finalmente, en 1934, adopta su nombre actual: Club Deportiu Tortosa.

El CD Tortosa empezó en competición oficial de liga en segunda territorial la temporada 1942-1943. En ese mismo año, concretamente el 15 de agosto de 1942, se inauguró el Estadio Municipal de Ferrerías. En la temporada 1969-1970 el estadio instaló la iluminación artificial, que permitió la celebración de partidos nocturnos, gracias a la adquisición de cuatro postes de 25 metros de altura provenientes del antiguo campo de la Creu Alta de Sabadell.
El equipo ha militado 7 temporadas en primera territorial, 9 en territorial preferente, 7 en Primera Catalana, y hasta 44 temporadas en Tercera División, siendo ésta la máxima categoría alcanzada. Después del Club Esportiu Europa con 48 temporadas, incluyendo la actual 2011-2012, es junto al Club Esportiu Júpiter y el Girona Fútbol Club, el equipo catalán que más años ha jugado en Tercera División. En cuatro ocasiones estuvo a punto de ascender de categoría.
Presidentes
Han sido presidentes del club: Francisco Sanz Domingo, Juan Borrás, Joan Martí Gracia, José Obalat Calvo, José Llorca Seguí, Pascual Santamaría Catalá, José Dalmau, Manuel Castellà Godoy, Salvador Moreno Baeza, Manuel Franch Cohi, Manuel Vega Álvarez, Luís Saporta Espejo, y en las últimas décadas
- 1980-1984 Juan Vidal Pla
- 1984-1986 Jordi Angelats
- 1986-1993 Enrique Viñas Latorre
- 1993-1996 Pedro Pérez
- 1996-2000 Pere Bonfill
- 2000-2002 Joaquim Vallès Dalmau
- 2002-2007 Vicent Lluesma Davós
- 2007-2010 Santi Pelejà Anguera
- 2010-2013 Joaquim Rambla
- 2013-???? Arturo Llorca Besolí

Entrenadores
| - 1980-1982 José Otero Gendre - 1982-1983 Miguel Alonso Herrera - 1983-1983 José Otero Gendre - 1983-1984 José Ignacio López Sanjuán - 1984-1986 José Otero Gendre - 1986-1988 Paco Llangostera Pujol - 1988-1988 Fernando García-Ramos - 1988-1988 Celestino Lázaro - 1988-1990 Paco Llangostera - 1990-1990 José Luis Tarazona - 1990-1992 Antonio Navarro Manzanares "Tonín" - 1992-1993 José María García de Andoin - 1993-1993 Juanjo Rovira Berengué |  | - 1993-1994 Paco Llangostera Pujol - 1994-1996 Ignasi Rojas - 1996-1996 Rafa Martínez y José Subirats - 1996-1997 Luis García - 1997-2000 Jordi Fabregat Valmaña - 2000-2000 Xavier Cid Ortal - 2000-2002 Jordi Fabregat Valmaña - 2002-2002 Juanjo Rovira Berengué - 2002-2003 Jordi Fabregat Valmaña - 2003-2004 Guillermo Camarero Tomás - 2004-2006 José Luis Guerra |  | - 2006-2006 Jordi Borràs - 2006-2007 Xavier Cid Ortal - 2007-2007 Isaac Fernández - 2007-2009 Carlos Alós Ferrer - 2009-2009 Ramon Coch - 2009-2010 Sergi Domènech Berengué - 2010-2010 Albert Viñas - 2010-2012 Carlos Blanch Pelechá - 2012-2013 Xavier Cid Ortal - 2013-2014 Fernando Crespo García |

## Palmarés
Liga
La temporada 1949-1950 fue subcampeón de Tercera División y, tras jugar una fase final en formato de liguilla, se enfrentó en partico único al CF Badalona que defendía su plaza en Segunda División. El partido, disputado en Lérida finalizó con un contundente 6-1 para los badaloneses.
No sería hasta las temporadas 1954-1955 y 1955-1956 que volvería a disputar la liguilla de ascenso a Segunda División, pero el CD Mestalla primero y el Levante UD después, fueron los equipos vencedores. Últimamente, la temporada 1997-1998 el CD Tortosa disputó la liguilla de ascenso a Segunda B, que ganó el Cartagonova Fútbol Club.
En su palmarés destacan cuatro subcampeonatos de Tercera División en la década dorada del club (temporadas 1949-1950, 1951-1952, 1954-1955 y 1955-1956), así como dos campeonatos de territorial preferente (1989-1990 y 2004-2005), y tres campeonatos de primera territorial (1948-1949, 1960-1961 y 1980-1981).
Torneos de España
Ha participado en siete ocasiones en la Copa del Rey (en aquella época Copa del Generalísimo), correspondientes a las ediciones de 1948, 1970 (su mejor participación, cayendo eliminado en la cuarta eliminatoria por la UD Salamanca con un resultado global de 3-2), 1971, 1972, 1973, 1974 y 1975. En dos ocasiones ha participado en la Copa Federación (1946 y 1952). Es en esta última competición en la que el Tortosa ha llegado más lejos en un torneo del K.O. a nivel estatal, perdiendo las semifinales contra la UD Orensana en 1952 por un resultado global de 5-3, después de haber eliminado a equipos como el RCD Mallorca y CA Osasuna.
Torneos de Cataluña
En 13 ocasiones ha participado en la Copa Cataluña, en las ediciones de 1984, 1987, 1988, 1990, 1991, 1992, 1993, 1994, 1995, 1996, 2002, 2004 y 2006. También fue subcampeón en 1962 del Trofeo Moscardó, en el cual participó nueve veces (1958, 1959, 1960, 1962, 1964, 1965, 1966, 1967, 1968), perdiendo la final en el Campo de Les Corts contra el CD Condal por 3-1.
En cuatro ediciones participó en la Copa Catalana (1946, 1947, 1948 y 1964), alcanzando también la final en 1947, perdiéndola contra el FC Barcelona por 6-4 en el campo del Parque de Deportes del Guinardó. También ha participado una vez en la Copa Presidente (1969).
Récords históricos
- Mayor victoria en casa: CD Tortosa - CF Ulldecona 10-2 (Segunda Regional 1942-1943)
- Mayor victoria fuera:   CE Mataró - CD Tortosa 1-7 (Tercera División 1949-1950)

- Mayor derrota en casa:  CD Tortosa - CE Júpiter    0-7 (Tercera División 2000-2001)
- Mayor derrota fuera:    CF Badalona - CD Tortosa 10-0 (Primera Regional 1944-1945)

- Mayor diferencia de goles a favor: +62 (111 a favor - 49 en contra) (Primera Regional 1948-1949)
- Récord de goles a favor: 119 goles (Primera Regional 1960-1961)
- Mayor diferencia de goles en contra: -39 (43 a favor - 82 en contra) (Tercera División 1988-1989)
- Récord de goles en contra: 82 goles (Preferente 1977-1978 y Tercera División 1988-1989)

## Equipo
Por sus filas han pasado jugadores que, posteriormente, han triunfado en categorías superiores como Vicente Pascual "Pahuet" (Elche CF, Osasuna, Sevilla FC, e internacional absoluto en dos ocasiones), José Antó Bosquet (RCD Español, Valencia CF, Real Jaén), José Otero Gendre (Linense, Nàstic de Tarragona y Girona FC), Paco Llangostera Pujol (Nàstic de Tarragona, FC Barcelona, Terrassa FC, CF Palencia y Puebla de México), Víctor Curto (SD Huesca, CF Reus Deportiu, UE Sant Andreu, Terrassa FC, CD Alcoyano, Girona FC), Jordi Fabregat Valmaña (Terrassa FC, FC Andorra, Hércules CF, Córdoba CF, Yeclano CF, internacional juvenil y sub-21), Ángel Rangel (CF Reus Deportiu, Girona FC, UE Sant Andreu, Terrassa FC y Swansea City), Eduardo Albácar Gallego (RCD Español B, Novelda, Alicante CF, Hércules CF, Alavés, Rayo Vallecano, Elche CF).
El máximo goleador del equipo ha sido José Luis Margalef con 165 goles. También Margalef ha sido quien más partidos ha jugado con la camiseta rojiblanca, con un total de 387 partidos. Siguen a Margalef: José Otero Gendre (379), Joaquín Ricart Baubí (351), Pepe Torres (332), Josep Ferrando Maigí (290), Ramón Descarrega Hierro (285), Sergi Cid (279), Manolo Castellà (270), Manolo Adell (265), Robert Cantó Gaseni (264), Paco Antó (251), Casiano padre (247), Juanjo Panisello (247), David Cid (246), Daniel Tafalla (245), Paco Llobet (244), Michel Otero Roselló (244), Josep Ismael Antó Bosquet (239), Mariano Toha (231), Antonio Luis López Morales (227), Rafa Martínez (223), Amezaga "Yiyi" (220), Amador Barberà hijo (218), Pedro Moreno "Pedrín" (211), Capilla (207), González (206), Ximo Anguera Pedrola (204), Ramón Sancho (204) y Amador Barberà padre (200).

## Temporadas
| - 1942-1943: 2ª Regional Campeón - 1943-1944: 1ª Regional B Subcampeón - 1944-1945: 1ª Regional A 3º - 1945-1946: 3ª División 4º - 1946-1947: 3ª División 8º - 1947-1948: 3ª División 13º - 1948-1949: 1ª Regional A Campeón - 1949-1950: 3ª División Subcampeón - 1950-1951: 3ª División 5º - 1951-1952: 3ª División Subcampeón - 1952-1953: 3ª División 13º - 1953-1954: 3ª División 12º - 1954-1955: 3ª División Subcampeón - 1955-1956: 3ª División Subcampeón - 1956-1957: 3ª División 8º - 1957-1958: 3ª División 11º - 1958-1959: 3ª División 9º - 1959-1960: 3ª División 15º - 1960-1961: 1ª Regional Campeón - 1961-1962: 3ª División 11º - 1962-1963: 3ª División 10º - 1963-1964: 3ª División 7º - 1964-1965: 3ª División 12º - 1965-1966: 3ª División 11º - 1966-1967: 3ª División 9º |  | - 1967-1968: 3ª División 9º - 1968-1969: 3ª División 6º - 1969-1970: 3ª División 6º - 1970-1971: 3ª División 14º - 1971-1972: 3ª División 12º - 1972-1973: 3ª División 9º - 1973-1974: 3ª División 10º - 1974-1975: 3ª División 20º - 1975-1976: Preferente 11º - 1976-1977: Preferente 16º - 1977-1978: Preferente 19º - 1978-1979: 1ª Regional 11º - 1979-1980: 1ª Regional 6º - 1980-1981: 1ª Regional Campeón - 1981-1982: Preferente 3º - 1982-1983: 3ª División 17º - 1983-1984: 3ª División 19º - 1984-1985: Preferente 8º - 1985-1986: Preferente 10º - 1986-1987: Preferente Subcampeón - 1987-1988: 3ª División 12º - 1988-1989: 3ª División 19º - 1989-1990: Preferente Campeón - 1990-1991: 3ª División 9º - 1991-1992: 3ª División 12º |  | - 1992-1993: 3ª División 17º - 1993-1994: 3ª División 14º - 1994-1995: 3ª División 12º - 1995-1996: 3ª División 9º - 1996-1997: 3ª División 5º - 1997-1998: 3ª División 4º - 1998-1999: 3ª División 11º - 1999-2000: 3ª División 12º - 2000-2001: 3ª División 17º - 2001-2002: 1ª Catalana 4º - 2002-2003: 3ª División 17º - 2003-2004: 1ª Catalana 18º - 2004-2005: Preferente Campeón - 2005-2006: 1ª Catalana 10º - 2006-2007: 1ª Catalana 14º - 2007-2008: 1ª Catalana 10º - 2008-2009: 1ª Catalana 10º - 2009-2010: 1ª Catalana 15º - 2010-2011: 1ª Catalana 11º - 2011-2012: 1ª Catalana 17º - 2012-2013: 2ª Catalana 6° - 2013-2014: 2ª Catalana 3° - 2014-2015: 2ª Catalana - 2022-2023: 2ª Catalana 2º - 2023-2024: 1ª Catalana |  |  |

## Clasificación histórica
El CD Tortosa en sus 44 temporadas en Tercera División ha jugado 1564 partidos, de los cuales ha ganado 614, empatado 304 y perdido 646. Ha marcado 2451 goles y ha encajado 2452, obteniendo 1636 puntos.
Finalizada la temporada 2010-2011, el CD Tortosa está situado en la quinta posición de la clasificación histórica de Tercera que no incluye aquellos equipos que han militado en categorías superiores.
|   | Club             | Años | PJ   | Pts  | PG  | PE  | PP  | GF   | GC   |
| - | ---------------- | ---- | ---- | ---- | --- | --- | --- | ---- | ---- |
| 1 | CD Salmantino    | 44   | 1616 | 1961 | 652 | 429 | 535 | 2272 | 1898 |
| 2 | C.At. Monzón     | 43   | 1546 | 1784 | 597 | 379 | 570 | 2330 | 2307 |
| 3 | CD Oberena       | 40   | 1452 | 1665 | 540 | 354 | 558 | 2070 | 2054 |
| 4 | CP Villarrobledo | 31   | 1178 | 1640 | 508 | 355 | 315 | 1713 | 1192 |
| 5 | CD Tortosa       | 44   | 1564 | 1636 | 614 | 304 | 646 | 2451 | 2452 |